# Oroville State Theatre

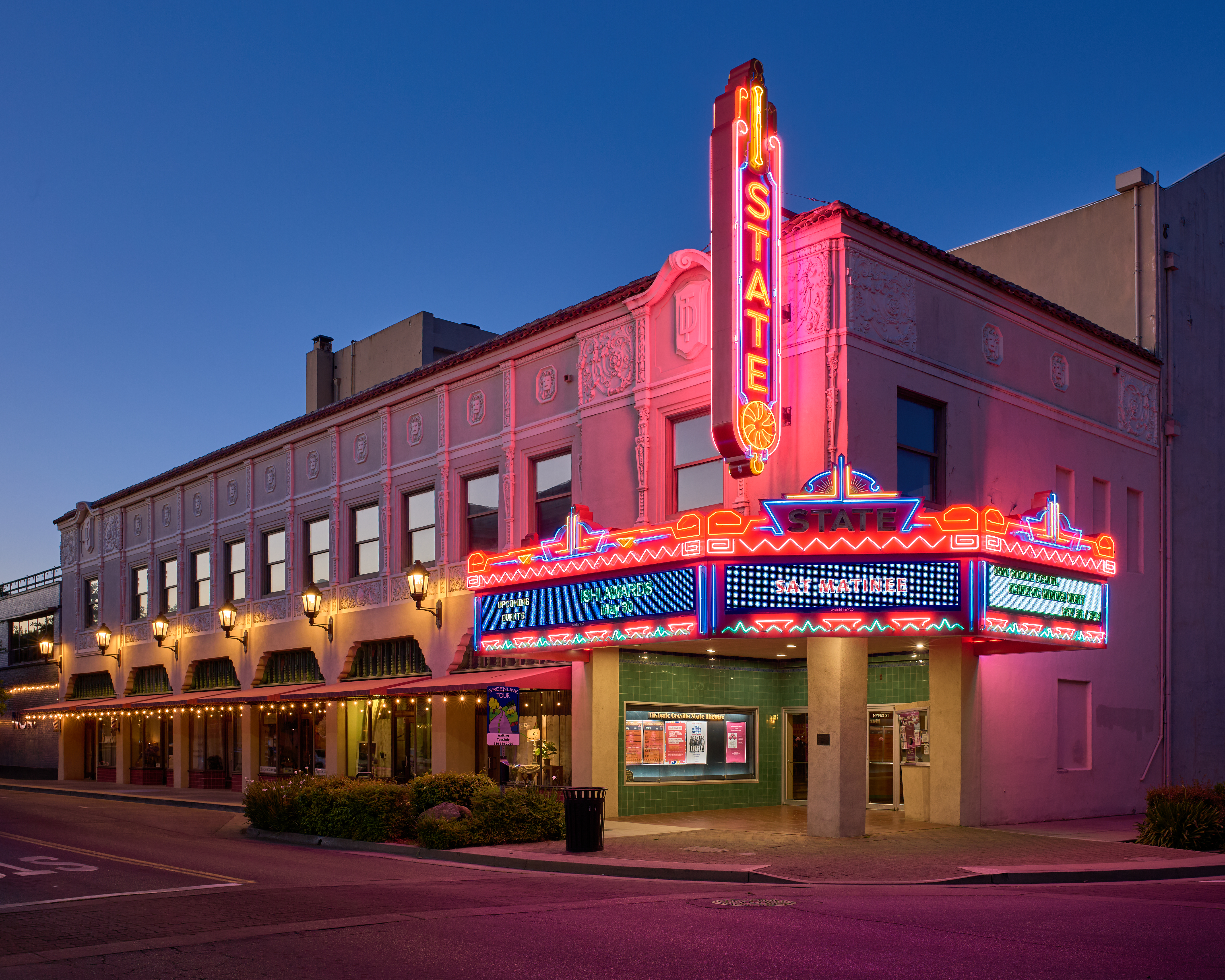
Das Oroville State Theatre im Mai 2024

Das Oroville State Theatre ist ein von dem Architekten Timothy L. Pflueger im Spanish Colonial Revival-Stil entworfenes und 1928 eröffnetes Kino in der nordkalifornischen Stadt Oroville. In der Innenstadt von Oroville gelegen ist es zusammen mit dem früheren Hotel Oroville Inn ein Beispiel für Gebäude im Stil der späten 1920er und frühen 1930er Jahre, einer Zeit, die für ihre prächtigen und oft kunstvollen architektonischen Designs bekannt ist. Im Jahr 1991 wurde das Kino in die Denkmalliste National Register of Historic Places aufgenommen.

## Lage und Beschreibung
Das Oroville State Theatre befindet sich an der nordöstlichen Ecke der Straßen Myers und Robinson. Die mit dekorativen Plateresk-Elementen des Spanish Colonial Revival-Stils verzierte Hauptfassade in der Myers Street erstreckt sich über zwei Stockwerke. Der von der Hauptfassade zurückgesetzte Kinosaal erhebt sich auf eine Höhe von drei Stockwerken, während die Bühne bis zu vier Stockwerke hoch ist. Entlang der Myers Street sind im Erdgeschoss Geschäfte untergebracht und an der Ecke zur Robinson Street befindet sich der Eingang zum Foyer. Oberhalb des Eingangs sind auf der Seite der Myers Street die überlagerten Buchstaben „T“ und „D“ angebracht; sie stehen für T.[urner] and D.[ahnken] Jr. Enterprises, den ursprünglichen Eigentümer und Betreiber des Kinos.

## Geschichte
Das Oroville State Theatre wurde während einer vorwiegend durch die Landwirtschaft vorangetriebenen Phase des ökonomischen Wachstums in Butte County in Auftrag gegeben. Vor allem der Anbau von Orangen war es, der Oroville in den Jahren vor der Great Depression einen Wohlstand bescherte. Gleichzeitig fallen Planung und Bau in eine Zeit, in der in Kalifornien eine Reihe von Lichtspielhäusern errichtet wurden.
Nachdem Orovilles Gardella Theatre im Juli 1927 durch ein Brand schwer beschädigt worden war, gab die Firma Turner and Dahnken, die bereits andere Kinos in Kalifornien betrieb, den Bau des State Theatre in Auftrag. Den Entwurf übernahm der renommierte Architekt Timothy Ludwig Pflueger (1892–1946), der heute unter anderem für seine Planung des Pacific Telephone & Telegraph Building (1925) und des Stock Exchange Building (1930) in San Francisco bekannt ist, der in der Bay Area aber auch Kinos wie das Castro Theatre (1921) in San Francisco oder das Paramount Theatre (1931) in Oakland entwarf.
Der Baubeginn fiel auf den 2. August 1927 und zunächst ging man von einer schnellen Fertigstellung des aus Stahlbeton zu errichtenden Gebäudes innerhalb von vier Monaten aus. Starker Regen im Winter vereitelten diesen Plan jedoch und so wurde das Kino mit seinen rund 1500 Sitzplätzen und Baukosten von 250.000 Dollar erst im März 1928 fertiggestellt. Die feierliche Eröffnung fand am 7. April 1928 statt.
Nach Jahrzehnten der Nutzung und einer Übernahme durch die Filmgesellschaft United Artists stand das State Theatre 1986 zum Verkauf. Am 30. September 1986 kaufte die Stadt Oroville das Gebäude für 200.000 Dollar und begann mit einer umfassenden Renovierung, bei der auch die zwischenzeitlich von United Artists vorgenommene Aufteilung in zwei Kinos rückgängig gemacht wurde. Ein am 5. August 1988 im elektrischen Schaltkasten des Kinos ausgebrochener Brand ging glimpflich aus, weil eine neu installierte Sprinkleranlage das Feuer eindämmte.
Im Vorfeld des hundertjährigen Jubiläums im Jahr 2028 wird das State Theatre seit 2016 renoviert. Bis Oktober 2023 wurden hierzu fast 3 Millionen Dollar ausgegeben, unter anderem für die vollständige Renovierung der Wurlitzer-Kinoorgel, ein neues Dach mit Solarpaneelen und neue Neon-Anzeigetafeln über dem Eingangsbereich.